# 2024年パリパラリンピックのソマリア選手団
2024年パリパラリンピックのソマリア選手団は、2024年8月28日から9月8日までフランスのパリで開催された2024年パリパラリンピックソマリア選手団の名簿。

## 選手団
- 人員: 選手 1人
- 開会式旗手: マフディ・オマル

## 種目別選手・スタッフ名簿及び成績

### 陸上
| 選手             | 種目           | 結果  | 順位 |
| ---------------- | -------------- | ----- | ---- |
| マフディ・オマル | 男子砲丸投 F57 | 4.17m | 12位 |